# Omicron atrata
Omicron atrata är en stekelart som först beskrevs av Fabricius 1804.  Omicron atrata ingår i släktet Omicron och familjen Eumenidae. Inga underarter finns listade i Catalogue of Life.